# Thủy điện Sông Chảy 5
Thủy điện Sông Chảy 5 là công trình thủy điện xây dựng trên sông Chảy tại vùng đất các xã Xín Mần và Trung Thịnh, tỉnh Tuyên Quang, Việt Nam .
Thủy điện Sông Chảy 5 có công suất 16 MW với 2 tổ máy, khởi công tháng 12/2010 hoàn thành tháng 8/2012 .
Thủy điện Sông Chảy 5 cách Thủy điện Sông Chảy 3 22°44′22″B 104°37′48″Đ / 22,73944°B 104,63°Đ cỡ 12,5 km, và cách xã Pà Vầy Sủ 22°41′07″B 104°27′46″Đ / 22,685368°B 104,462883°Đ cỡ 7,5 km, theo dòng sông.

## Tác động môi trường dân sinh
Việc thi công thủy điện Sông Chảy 5 và tích nước bắt đầu khi chưa có giấy phép hoạt động điện lực, thi công đã gây ra nhiều xáo trộn giao thông, đường cáp quang thông tin, và ngập rừng trồng trong vùng mà không chịu khắc phục .
Đầu năm 2015 thủy điện Sông Chảy 5 cũng có tên trong các công trình nợ tiền dịch vụ môi trường, cũng như ứng xử "giá điện cứ tăng mà phí dịch vụ vẫn đứng yên" .